# Ивайло Ваклинов
Ивайло Ваклинов е бивш български футболист. Роден е на 13 август 1972 г. в Пловдив. Играл е като защитник и дефанзивен полузащитник за Спартак (Пловдив), Локомотив (Пловдив), Асеновец, Родопа, Сатурн (Скутаре), Хебър и Бенковски (Пазарджик). В А група има 81 мача и 6 гола. Полуфиналист за купата на страната през 1994 г. със Спартак (Пд). Има 4 мача за младежкия национален отбор.
- Хебър – 2002/03 – В група, 28/3
- Хебър – 2003/ес. - В група, 1/0
- Бенковски (Пз) – 2004/05 – А ОФГ, 19/2
- Бенковски (Пз) – 2005/06 – А ОФГ, 24/6